# Чигрін Микола Станіславович
Мико́ла Станісла́вович Чигрі́н (нар. 22 травня 1954, с. Барило-Крепінське, Родіоново-Несвєтайський район, Ростовська область РРФСР, СРСР) — український чиновник, міський голова Кіровограда у 2002—2006 роках.

## Біографія
Микола Станіславович Чигрін народився 22 травня 1954 року в селі Барило-Крепінське Родіоново-Несвєтайського району Ростовської області (Росія, тоді СРСР).
1977 року закінчив Київський інститут інженерів цивільної авіації.
Закінчивши 1980 року навчання в Кіровоградській школі вищої льотної підготовки цивільної авіації, здобув фах інженера авіаційно-технічної бази.
1980 рік — секретар комітету комсомолу, заступник секретаря парткому Кіровоградського вищого льотного училища цивільної авіації.
1985 рік — робота у партійних органах міста Кіровограда.
У період 1990—1998 років був заступником голови Кіровоградського міськвиконкому.
1998—2002 роки — заступник начальника управління з питань надзвичайних ситуацій та у справах захисту населення від наслідків Чорнобильської катастрофи, заступник начальника головного управління — начальник управління у справах захисту населення від наслідків Чорнобильської катастрофи Кіровоградської обласної державної адміністрації.
У 2002—2006 роки — міський голова Кіровограда.